# Гартфорд (Мен)
Гартфорд (англ. Hartford) — місто (англ. town) в США, в окрузі Оксфорд штату Мен. Населення — 1203 особи (2020).

## Демографія
Згідно з переписом 2010 року, у місті мешкало 1185 осіб у 479 домогосподарствах у складі 333 родин. Було 723 помешкання
Расовий склад населення:
| - 95,8 % — білих - 1,0 % — корінних американців - 0,1 % — чорних або афроамериканців - 0,1 % — азіатів |

До двох чи більше рас належало 2,7 %. Частка іспаномовних становила 0,5 % від усіх жителів.
За віковим діапазоном населення розподілялося таким чином: 20,8 % — особи молодші 18 років, 66,4 % — особи у віці 18—64 років, 12,8 % — особи у віці 65 років та старші. Медіана віку мешканця становила 43,6 року. На 100 осіб жіночої статі у місті припадало 102,2 чоловіків;  на 100 жінок у віці від 18 років та старших — 105,5 чоловіків також старших 18 років.
Середній дохід на одне домашнє господарство  становив 64 558 доларів США (медіана — 50 139), а середній дохід на одну сім'ю — 67 253 долари (медіана — 54 297). Медіана доходів становила 37 356 доларів для чоловіків та 36 833 долари для жінок. За межею бідності перебувало 8,6 % осіб, у тому числі 14,3 % дітей у віці до 18 років та 0,0 % осіб у віці 65 років та старших.
Цивільне працевлаштоване населення становило 588 осіб. Основні галузі зайнятості: виробництво — 22,6 %, роздрібна торгівля — 17,0 %, освіта, охорона здоров'я та соціальна допомога — 15,1 %.